# Papa, sóc una zombi
Papa, sóc una zombi és una pel·lícula espanyola d'animació de comèdia dramàtica del 2011 dirigida per Joan Espinach i Ricardo Ramón. Fou estrenada el 25 de novembre de 2011 al Festival de Cinema de Gijón. Paula Ribó va posar les veus de Dixie i Kim Wharton en el doblatge en anglès. Ha estat doblada al català.

## Sinopsi
La pel·lícula segueix Dixie Grim, una nena gòtica de tretze anys. El seu pare és un funerari recentment divorciat que intenta connectar amb la seva filla, però sembla que ella no vol saber res d'ell Té interès per Ray, un noi de l'escola que no sap que existeix. Tot va malament quan presencia la seva millor amiga que sembla que coqueteja amb Ray. Desconcertada, ella s'escapa de la escena.
Poc després, un arbre cau en un bosc i aparentment la mata. Dixie és desperta en un cementiri i descobreix que s'ha convertit en un zombi. Allà coneix Isis, una mòmia egípcia que ajuda a Dixie i explica la seva situació i el món zombi. Els dos amics van a la recerca de la manera de tornar-la a la vida. Al llarg del camí es troben amb Gonner, un pirata zombi que planeja robar el collaret de Dixie, que resulta ser una poderosa clau que pot tornar a la vida als morts. Gonner aviat gira el seu camí i s'uneix a la parella.

## Actors de veu[calcitació]
- Paula Ribó - Dixie Malasombra
- Núria Trifol - Isis, Julia
- Ivan Labanda - Gonner
- Luis Posada - Ricardo Malasombra, Vitriol
- Roser Batalla - Nigreda / Sofía Malasombra
- Clara Schwarze - Brianna, Lilianna
- Elisabet Bargalló - Piroska
- Albert Mieza - Fizcko
- Manuel Osto - Professor d'història
- Francesc Belda - Thorko

## Crítiques
La revista Starburst va maldar la pel·lícula en general afirmant que, tot i que la pel·lícula tenia bona música i fotografia, en general, "no és graciosa, no és espantosa i cada escenari de l'acció és un fracàs descarat". Common Sense Media va ser una mica més positiva, qualificant-la en tres de les cinc estrelles.

## Premis i nominacions
- 2012 guanya el premi 'Enfants Terribles' al Festival de Cinema de Gijón[7]
- 2012,nominada al Goya a la millor pel·lícula d'animació[8]
- 2013, nominada al Gaudí a la millor pel·lícula d'animació[9]
- 2013, nominada a les Medalles del Cercle d'Escriptors Cinematogràfics a la millor pel·lícula d'animació[9]